# نموذج القرار والتدوين
نموذج القرار والتدوين Decision Model and Notation (DMN) هو معيار نشرته مجموعة إدارة الكائن . وهو نهج موحد لوصف ونمذجة القرارات المتكررة داخل المنظمات لضمان أن نماذج القرار قابلة للتبادل عبر المنظمات.
يوفر هذا المعيار للمجالات المستهدفة مع تدوين النمذجة لاتخاذ القرارات التي من شأنها دعم إدارة القرار وقواعد العمل . تم تصميم الترميز ليصبح قابلا للقراءة من قبل مستخدمي الأعمال وتكنولوجيا المعلومات على حد سواء. وهذا يمكن مختلف المجموعات من التعاون بشكل فعال في تحديد نموذج القرار 
- رجال الأعمال الذين يديرون ويراقبون القرارات،
- محللي الأعمال أو المحللين الوظيفيين الذين يقومون بتوثيق متطلبات القرار الأولية وتحديد نماذج القرار التفصيلية ومنطق القرار
- مطورو التقنية المسؤولين عن أتمتة نظم اتخاذ القرارات.

ويعتبر معيار دمن مكملا لمعيار BPMN والذي يحدد نوع خاص من النشاط المعروفة بمهمة قاعدة الأعمال، والتي "توفر آلية لعملية تقديم مدخلات لمحرك قاعدة الأعمال والحصول على مخرجات الحسابات التي قد يوفرها محرك قاعدة الأعمال.
وقد تم اعتبار هذا المعيار واستخدم في تحليل الأعمال وفقا للإصدار الثالث من الـ BABOK .

## حالات الاستخدام
يحدد المعيار ثلاث حالات استخدام رئيسية  
- تحديد صنع القرار اليدوي
- تحديد متطلبات صنع القرار الآلي
- تمثل نموذج كاملا قابل للتنفيذ من عملية صنع القرار

## فوائد
استخدام نموذج القرار والتدوين يعمل على تحسين تحليل الأعمال و إدارة عمليات الأعمال، لأن:
- تقنيات إدارة المتطلبات الشائعة الأخرى مثل BPMN و UML لا تعالج عملية صنع القرار
- نمو المشاريع باستخدام نظم إدارة قواعد الأعمال و نظم إدارة السجلات BRMS, التي تسمح بتغيير أسرع
- يسهل تواصل أفضل بين العمل، وتقنية المعلومات و الوظائف التحليلية  في الشركة
- يوفر نهج النمذجة متطلبات فعالة لمشاريع التحليلات التنبؤية ويلبي الحاجة إلى «فهم الأعمال» في منهجيات لتحليلات متقدمة مثل CRISP-DM

## وصلات خارجية
- DMN specifications published by Object Management Group
- DMN Technology Capability Kit: Test platform for evaluating DMN standard conformance of DMN software products